# Altlußheim
Altlußheim este o comună din landul Baden-Württemberg, Germania.

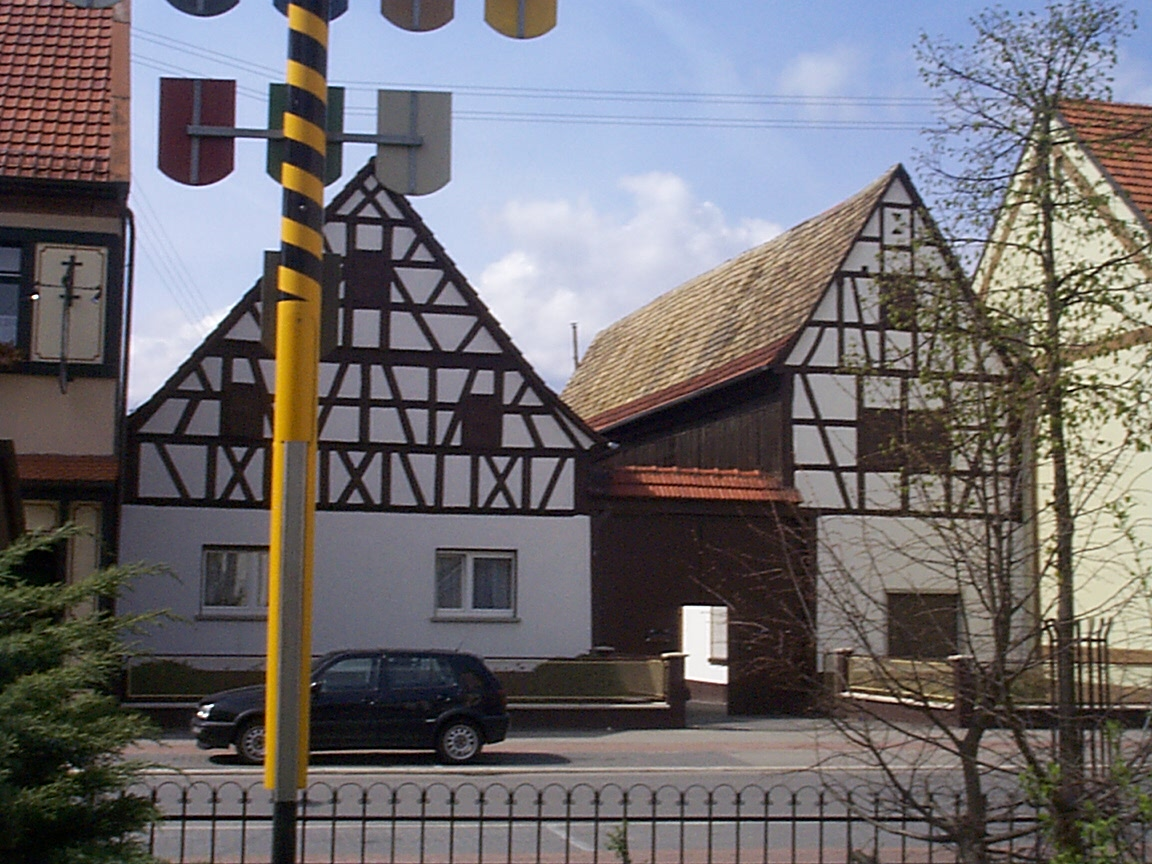
Case tradiționale
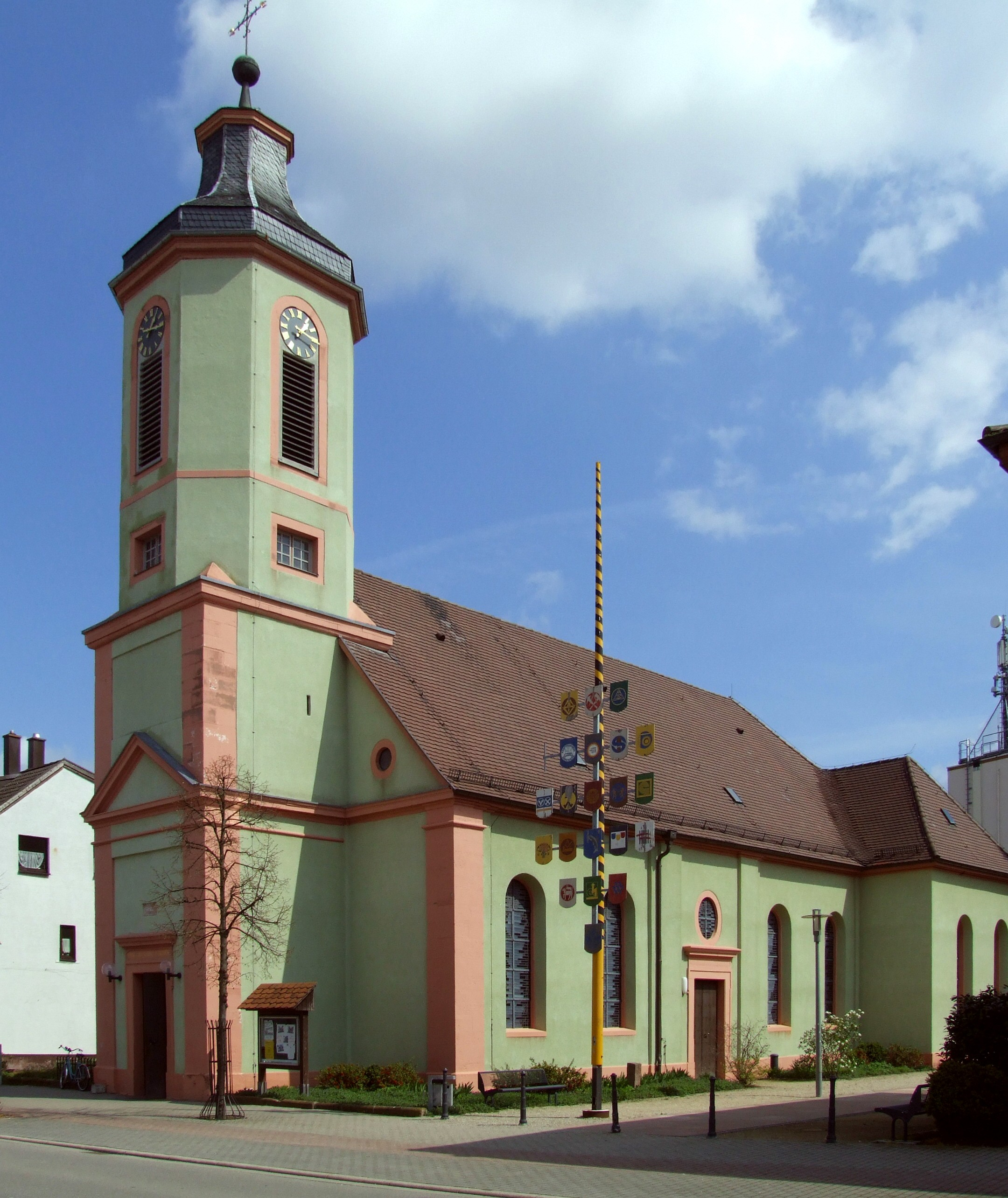
Biserica evanghelică
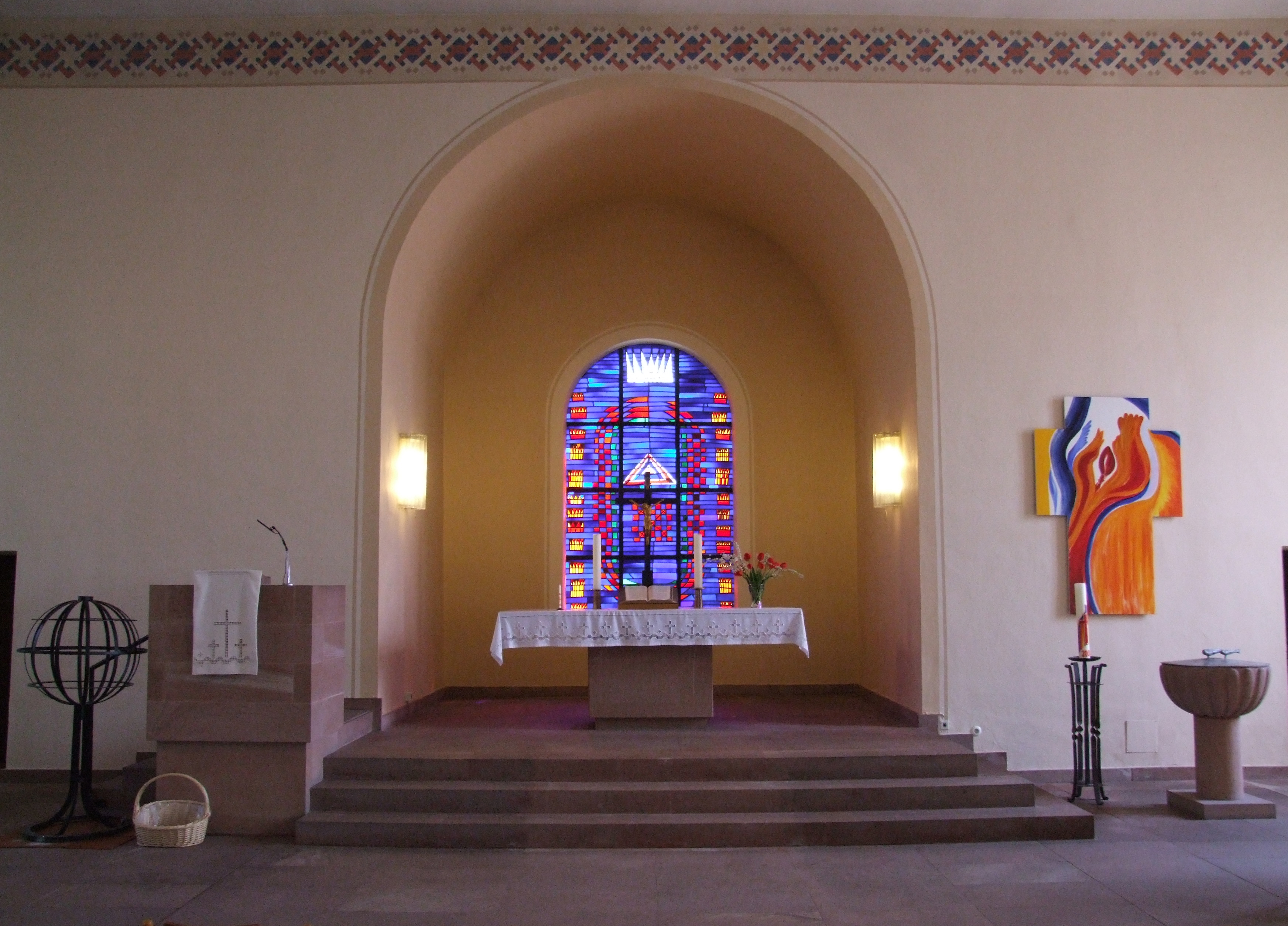
Biserica evanghelică
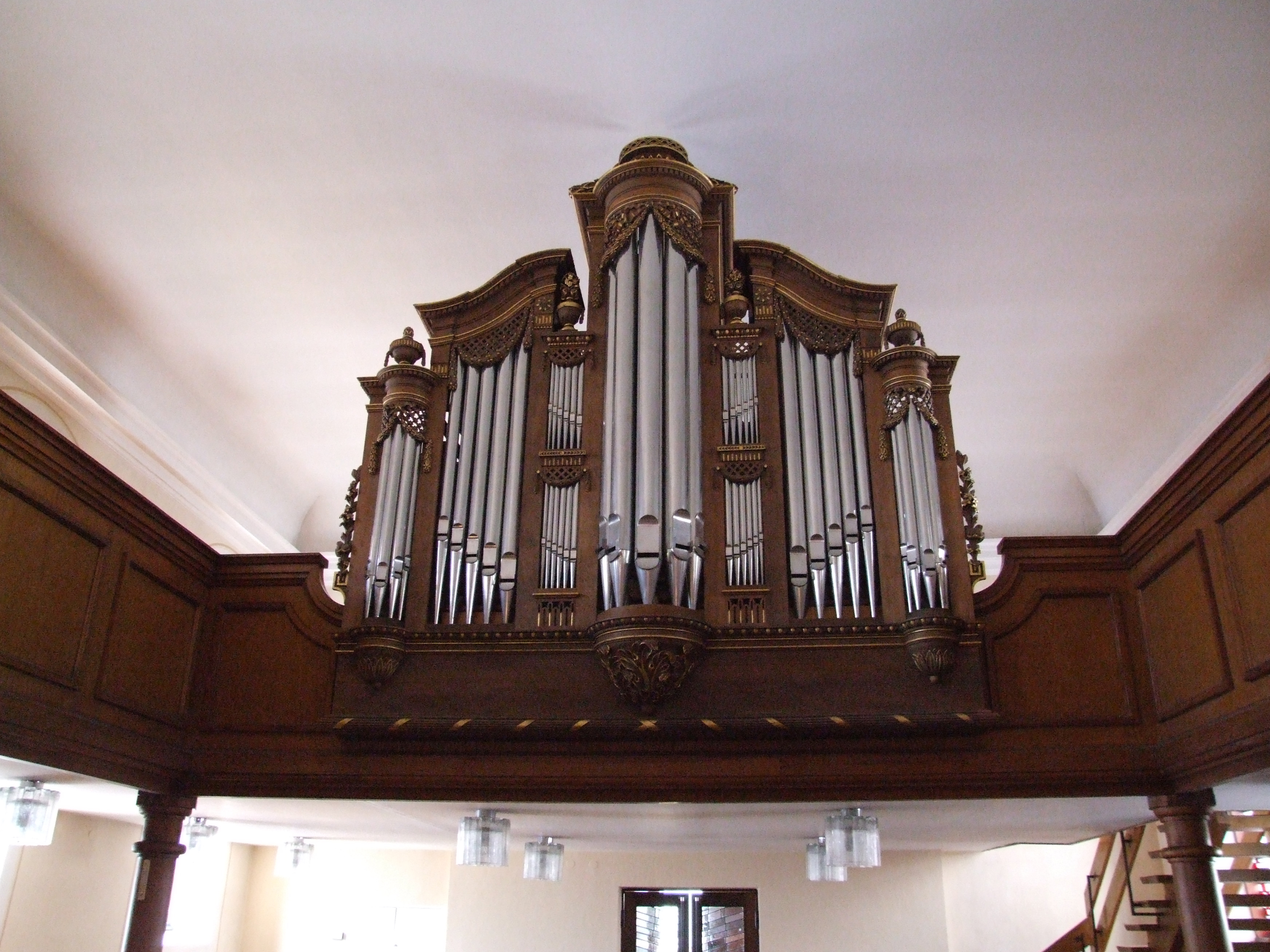
Biserica evanghelică
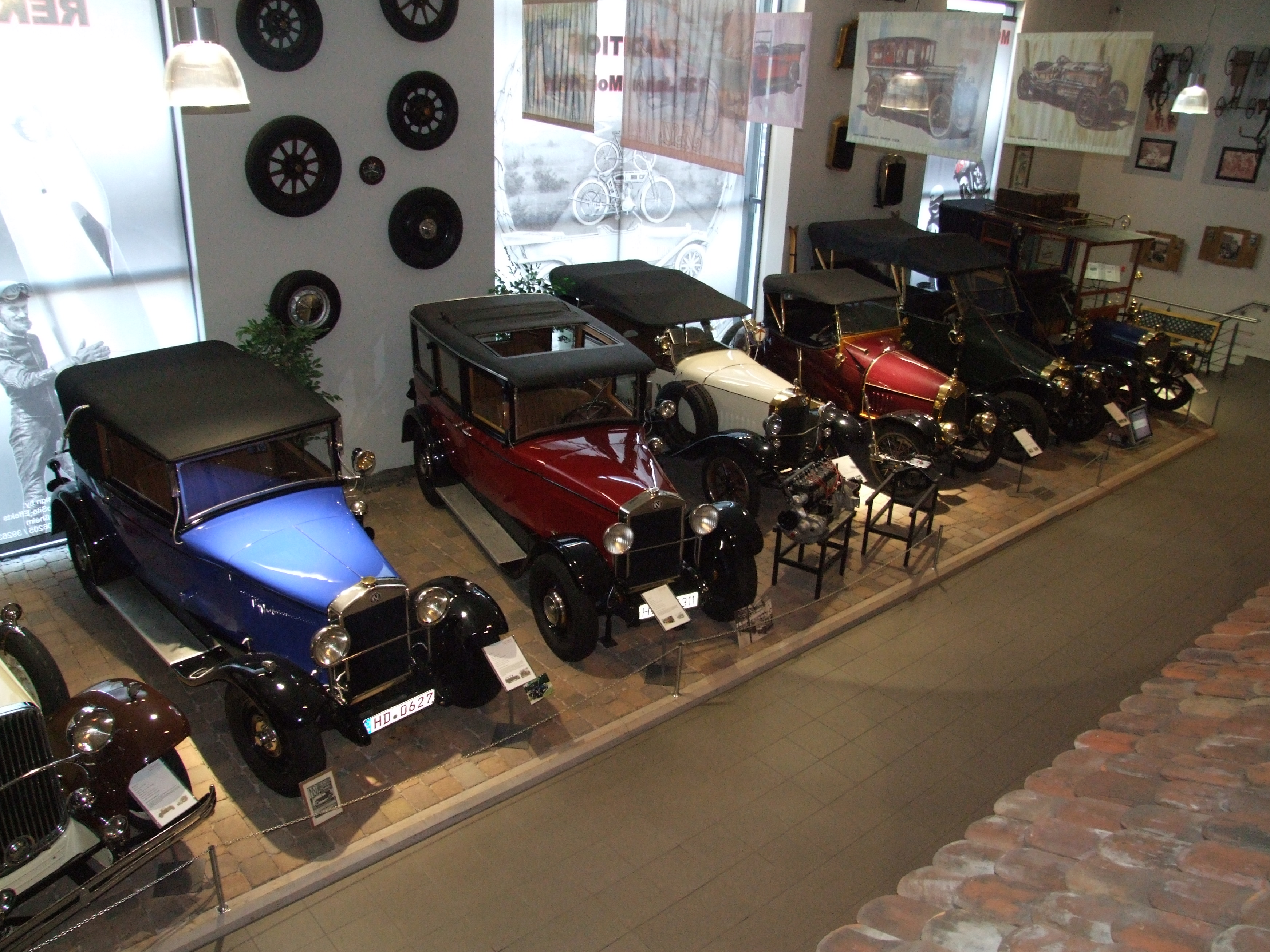
Muzeul Autovision
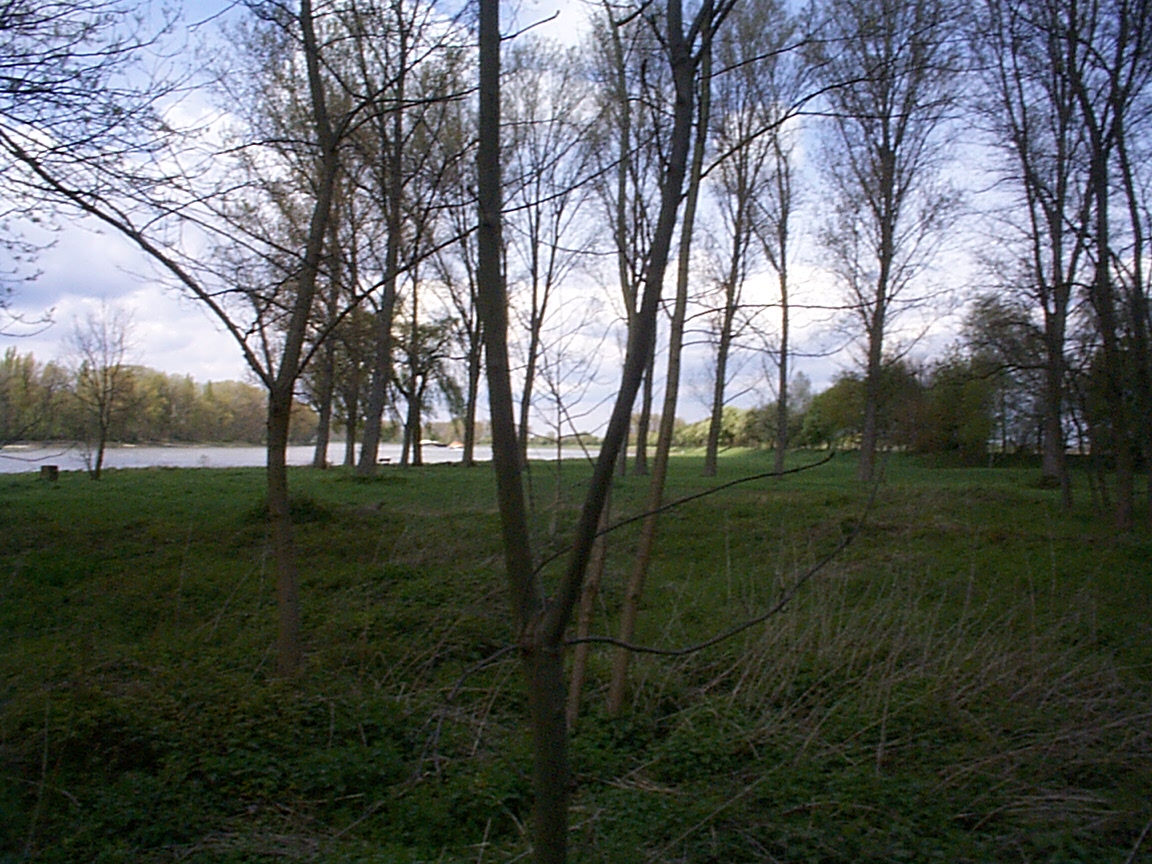
Fluviul Rin